# Jaulny
Jaulny ist eine französische Gemeinde mit 200 Einwohnern (Stand 1. Januar 2022) im Département Meurthe-et-Moselle in der Region Grand Est (bis 2015 Lothringen).

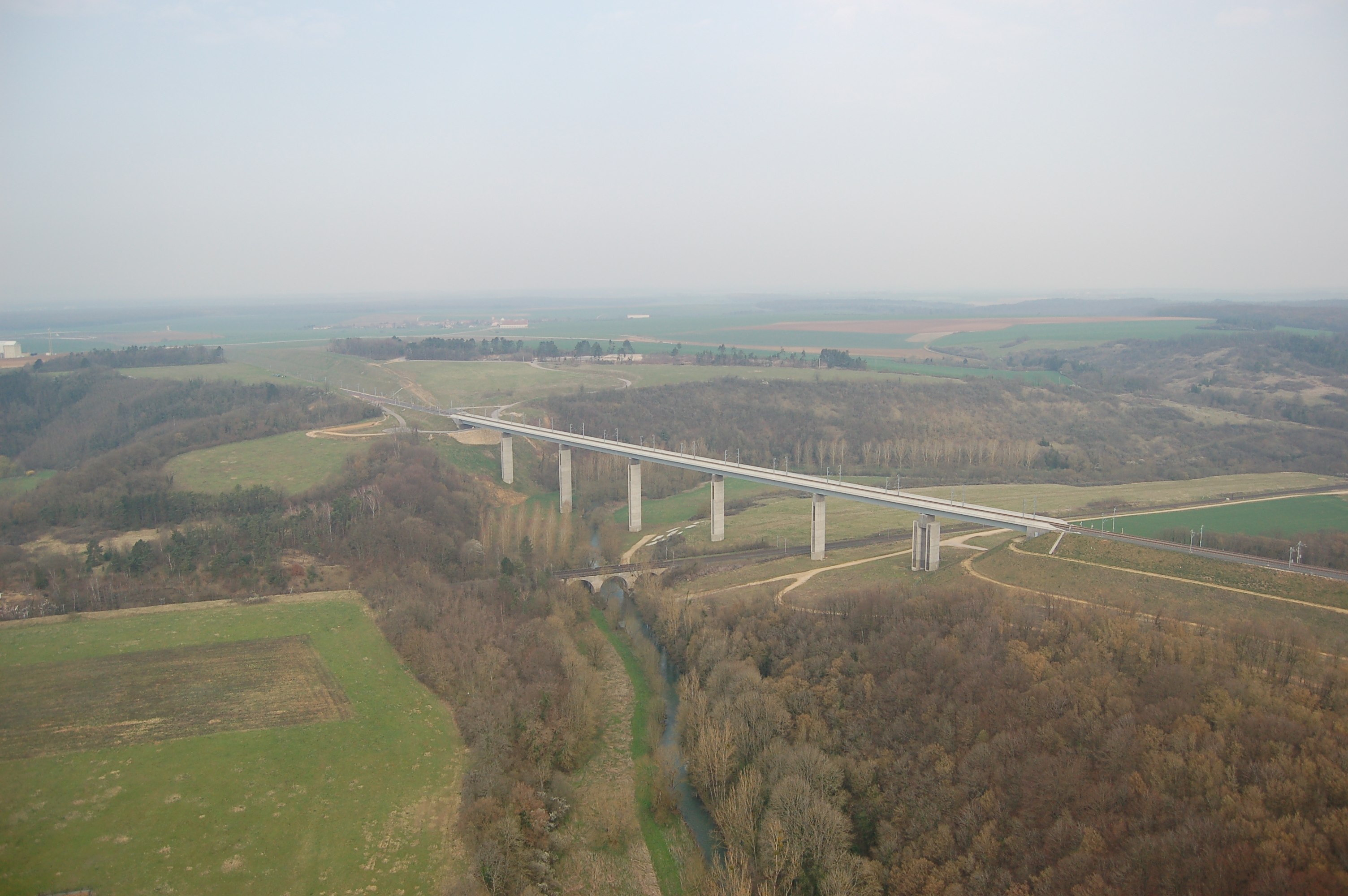
Brücke über den Rupt de Mad

## Geografie
Jaulny liegt im Tal des linksseitigen Moselzuflusses Rupt de Mad, etwa 15 Kilometer nordwestlich von Pont-à-Mousson in direkter Nachbarschaft zu Thiaucourt-Regniéville. Die LGV-Est-européenne-Linie von Lothringen nach Paris überquert das Flusstal zwischen Jaulny und Thiaucourt auf der höchsten Brücke der Strecke. Die Gemeinde liegt im Regionalen Naturpark Lothringen.

## Geschichte
Urkundliche Erwähnungen:
- 1060 Milon de Jaulny – in einer Urkunde der Abtei von Saint-Benoît-en-Woëvre wird ein Ritter, Milon de Jaulny erwähnt.
- 9. August 1206: Hugues de Jaulny (Hugo von Jaulny [Janeis]) gewährt der Kirche S. Marie-aux-Rois (de Nemore) das freie Weiderecht in Jaulny. Zusätzlich wird der Kirche von dessen Schwester Ida de Monçon und seiner Gattin der Wald von Chasnel geschenkt.[1][2]
- 1330 werden Simonin und seine Schwester Alix als Kinder eines Simonin de Janaiz erwähnt.[2]
- 1357 wird Robin de Jaulny neben Colart des Armoises und dessen Frau Marie de Chambley-Bussières im Zusammenhang mit einer Eigentumsübertragung in der Ortschaft Bouch erwähnt.[2]

Die Jaulny waren Vasallen des Herzogs von Lothringen, während die Armoises dem Grafen bzw. Herzog von Bar dienten. Die beiden Familien teilten sich die Herrschaft (französisch Seigneurie) Jaulny: das Schloss und zwei Drittel des Besitzes gehörten der Familie Jaulny, ein Drittel der Familie Armoises.
1504 trat Thierry des Armoises seine Rechte an den Herzog von Lothringen ab.
1587 starb der letzte Vertreter der Familie Jaulny, Ferry III. de Jaulny, in Basel. Mit ihm starben der Name und das Wappen des lothringischen Ritterlichkeit aus. Er hatte seinen Vater Jean de Jaulny und seine Mutter Barbe de Gournay verloren als er noch minderjährig war. So kam er gemeinsam mit seinem Bruder Joseph der Obhut seines Onkels Claude de Jaulny, des Abts von Saint-Airyde in Verdun. Jaulnys Ehe mit Marguerite de Rivière brachte ihm viele Ländereien in Lothringen und im Barrois ein, so unter anderem Aroville, Mottanville, Norroy-le-Sec, Abeville, Doulcon, Vilosnes, Rembercourt-sur-Mad, Aix und Affléville. Als Anhänger des Calvinismus war er mit seiner Familie gezwungen mehrmals in den Nachbarländern Zuflucht zu suchen. Ferry de Jaulny weilte einige Zeit in Straßburg und traf sich dort am 23. Dezember 1567 mit seinem Schwager Claude de Rivière, mit seinem Cousin und mehreren anderen Herren aus Lothringen. Er kehrte nach Metz zurück und kümmerte sich gemeinsam mit seiner Frau um den Verkauf ihres Erbes, um sich einem Edikt von Karl III. vom 14. September 1572 zu fügen. Das Land der Jaulny ging in den Besitz der Familie Armoises über, die es bis zur Revolution besaß. Die Abwicklung dieser Verkäufe dauerte mehrere Jahre. Schließlich kam de Jaulny mit seiner Frau um 1585 nach Basel, wo es eine kleine Kolonie französischer Flüchtlinge gab. Am 20. November 1585 wurden sie in Basel eingebürgert. Zwei Jahre später starb er dort in einem Krankenhaus.
1624–1668 erlebte Jaulny seine Blütezeit unter Jean des Armoises und Dorothée d’Urre de Thessière, Seigneurs von Jaulny und Commercy. Ihnen folgten 1668–1677 Louis des Armoises und Marie-Claude de Haraucourt, Tochter der „christlichen Amazone“ Alberte-Barbe de Saint-Baslemont.
| Jahr      | 1962 | 1968 | 1975 | 1982 | 1990 | 1999 | 2007 | 2019 |
| --------- | ---- | ---- | ---- | ---- | ---- | ---- | ---- | ---- |
| Einwohner | 231  | 224  | 190  | 172  | 169  | 220  | 253  | 190  |

## Sehenswürdigkeiten
- Kirche Saint-Jean-Baptiste
- Schloss von Jaulny aus dem 11. und 12. Jahrhundert im Ortszentrum

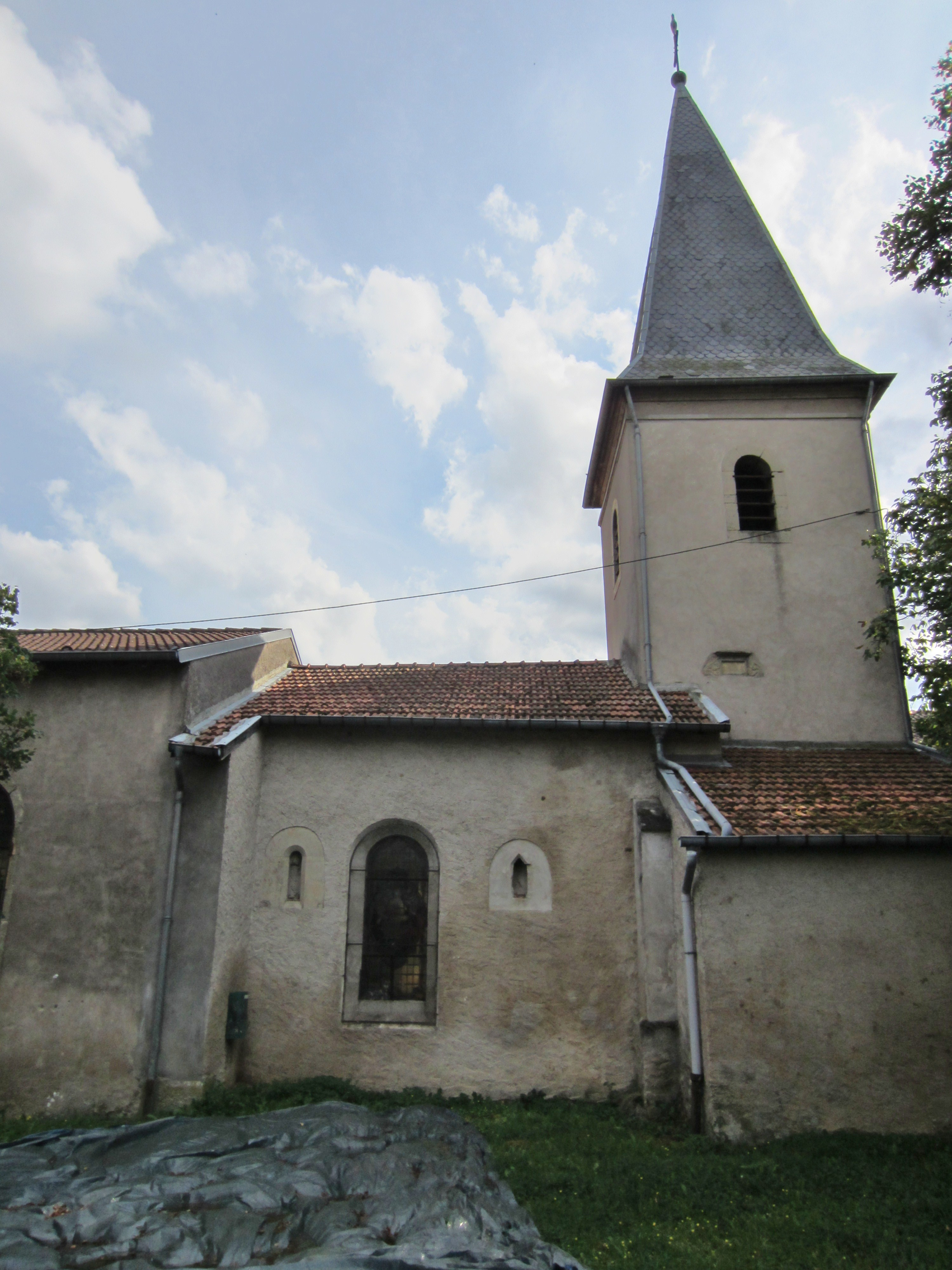
Kirche Saint-Jean-Baptiste
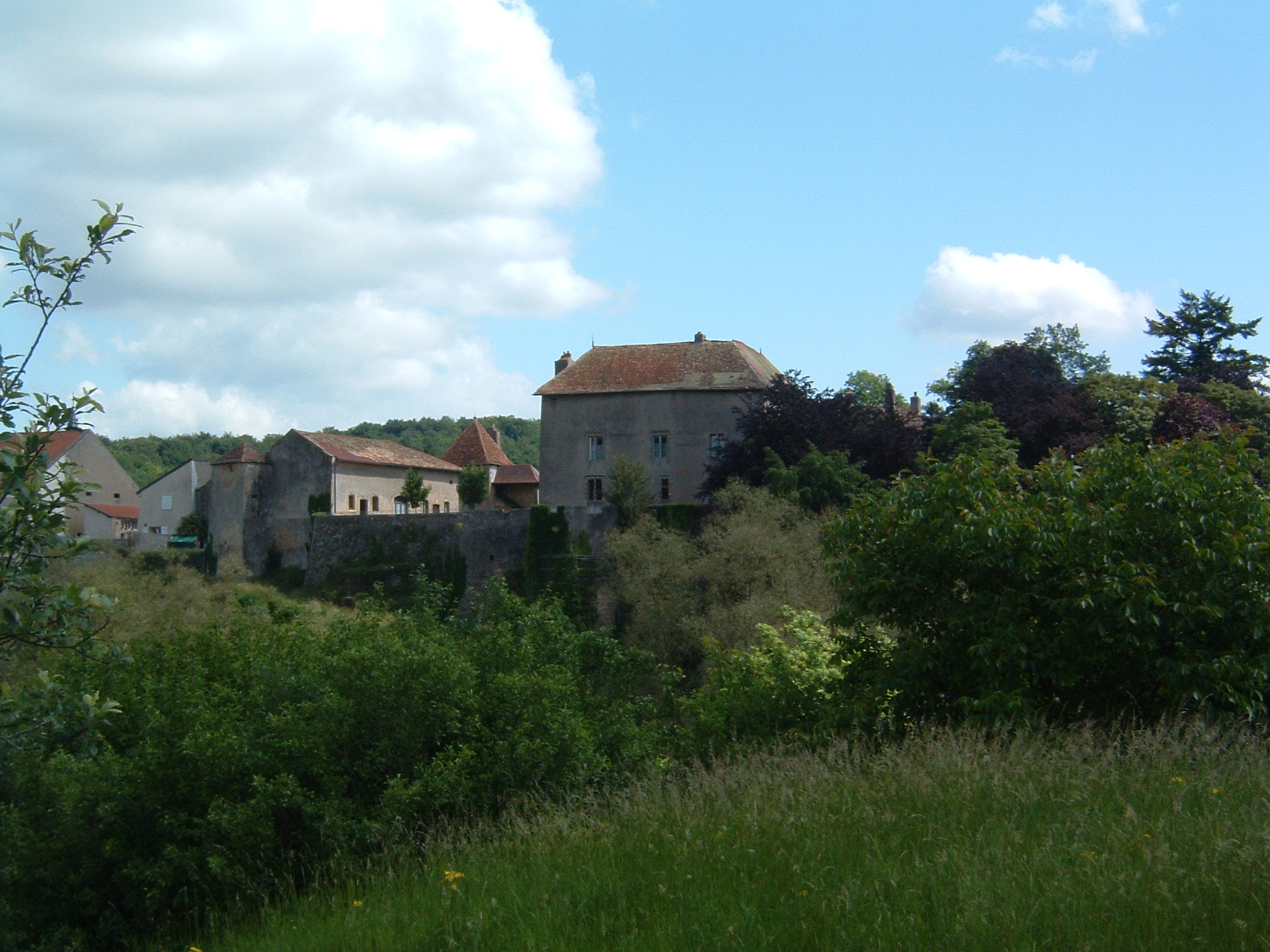
Schloss von Jaulny

## Feste
- „La Fête de la Jaunotte“ (Pfifferlingsfest) am ersten Sonntag im August jeden Jahres, mit Jahrmarkt und Feuerwerk.

## Persönlichkeiten
- Jeanne d’Arc (vermutlich 1412–1431), die Jungfrau von Orléans, soll sich unter dem Namen Jeanne des Armoises im Schloss von Jaulny aufgehalten haben.[4]